# Fleckenmonarch
Der Fleckenmonarch (Pomarea iphis) auch Iphis-Fliegenschnäpper ist ein Singvogel aus der Familie der Monarchen. Er ist endemisch auf der Insel Ua Huka in den Marquesas.

## Merkmale
Der Fleckenmonarch erreicht eine Größe von 17 Zentimetern. Die Flügellänge beträgt 90 bis 96 Millimeter, die Schwanzlänge 72 bis 81 Millimeter, der Schnabelfirst misst 17 Millimeter, die Schnabellänge ab der Nasenöffnung 11 bis 11,8 Millimeter, und der Lauf ist 27 bis 28 Millimeter lang. Beim erwachsenen Männchen sind Kopf, Rücken, Bürzel, Oberschwanzdecken und die Brust schwarz mit einem grünlichen Schimmer.  Das Gefieder ist dunkel. Die Armschwingen und insbesondere die Steuerfedern besitzen einen dunkelgrünen Glanz. Die Flügeldecken sind schwarz mit einem schmalen glänzenden Saum. Die Unterbrust, der Bauch und die Flanken sind mit vermischten weißen und mattschwarzen Federn bedeckt, die dem Gefieder eine grob gesprenkelte Erscheinung verleihen. Die Iris ist braun, der Schnabel schwarz mit einer bläulichen Tönung nahe der Basis. Die Beine und Füße sind rußschwarz. Beim erwachsenen Weibchen sind Oberkopf und Nacken olivbraun mit wenigen eingestreuten Federn an Stirn, Scheitel und um das Auge herum. Der Rücken, die Schulterdecken, der Bürzel und die Oberschwanzdecken sind zimtbraun. Die Federn sind olivbraun mit schmalen gelbbraunen Außenkanten. Die Steuerfedern besitzen weißliche Innenkanten und die Armschwingen weißliche Innen- und Endkanten. Die Flügeldecken sind olivbraun mit breiten, gelbbraunen Kanten und Spitzen. Der Bauch ist weißlich. Wangen und Kehle sind schwarz gesträhnt. Die Flanken, die Brust und die Unterschwanzdecken sind gelbbraun. Die Unterflügeldecken sind weißlich. Die Jungvögel ähneln den Weibchen, bei ihnen fehlt allerdings die Strähnung an Kopf und Kehle.

## Lebensraum und Lebensweise
Auf der Insel Ua Huka, die heute noch zu 30 % bewaldet ist, halten sich die Brutvögel meist in Höhenlagen zwischen 30 und 650 m über dem Meeresspiegel auf. Nicht brütende Vögel sind bis in einer Höhe von 840 m anzutreffen. Der bevorzugte Lebensraum des Fleckenmonarchs sind Regenwälder im Süden der Insel und Flachlandtrockenwälder (mit Pisonia grandis) an der Ostküste. Er geht im dichten Buschwerk auf Nahrungssuche, liest Insekten von den Zweigen auf oder jagt sie in dunklen, schattigen Bereichen unter dem Blätterdach dichter Büsche. Das Nest wird in hohen Bäumen in einer Höhe zwischen drei und fünfzehn Metern errichtet. Das Gelege besteht in der Regel aus zwei Eiern.

## Status
1975 war der Bestand aufgrund einer Rattenplage bis auf wenige hundert Paare dezimiert worden. Heute ist Ua Huka rattenfrei und die Population lag 1998 stabil bei etwa 1250 Paaren. Die IUCN listet die Art als „gefährdet“ (vulnerable).